# İsahacılı
İsahacılı ist ein Ortsteil (Mahalle) im Landkreis Karataş der türkischen Provinz Adana mit 409 Einwohnern (Stand: Ende 2024). Im Jahr 2011 hatte der Ort 290 Einwohner.